# John McCreary (Politiker)
John McCreary (* 1761 im Chester County, Province of South Carolina; † 4. November 1833 ebenda) war ein US-amerikanischer Politiker. Zwischen 1819 und 1821 vertrat er den Bundesstaat South Carolina im US-Repräsentantenhaus.

## Werdegang
John McCreary kam nahe der kleinen Ortschaft Fishing Creek, 18 Meilen entfernt von Chester, zur Welt. Er erhielt eine private Schulausbildung, später wurde er Landvermesser. Außerdem arbeitete er in der Landwirtschaft. Trotz seiner Jugend nahm er am Unabhängigkeitskrieg teil. Zwischen 1794 und 1799 sowie nochmals im Jahr 1802 war er Abgeordneter im Repräsentantenhaus von South Carolina. Im Chester County leitete er als Sheriff die Polizeibehörde.
Bei den Kongresswahlen des Jahres 1818 wurde McCreary als Kandidat der Demokratisch-Republikanischen Partei im achten Wahlbezirk von South Carolina in das US-Repräsentantenhaus in Washington, D.C. gewählt. Dort trat er am 4. März 1819 die Nachfolge von Wilson Nesbitt an. Bis zum 3. März 1821 absolvierte er aber nur eine Legislaturperiode im Kongress. Nach dem Ende seiner Zeit im Repräsentantenhaus arbeitete McCreary auf seiner Plantage in South Carolina. Dort ist er im November 1833 auch verstorben.